# Alan Garber

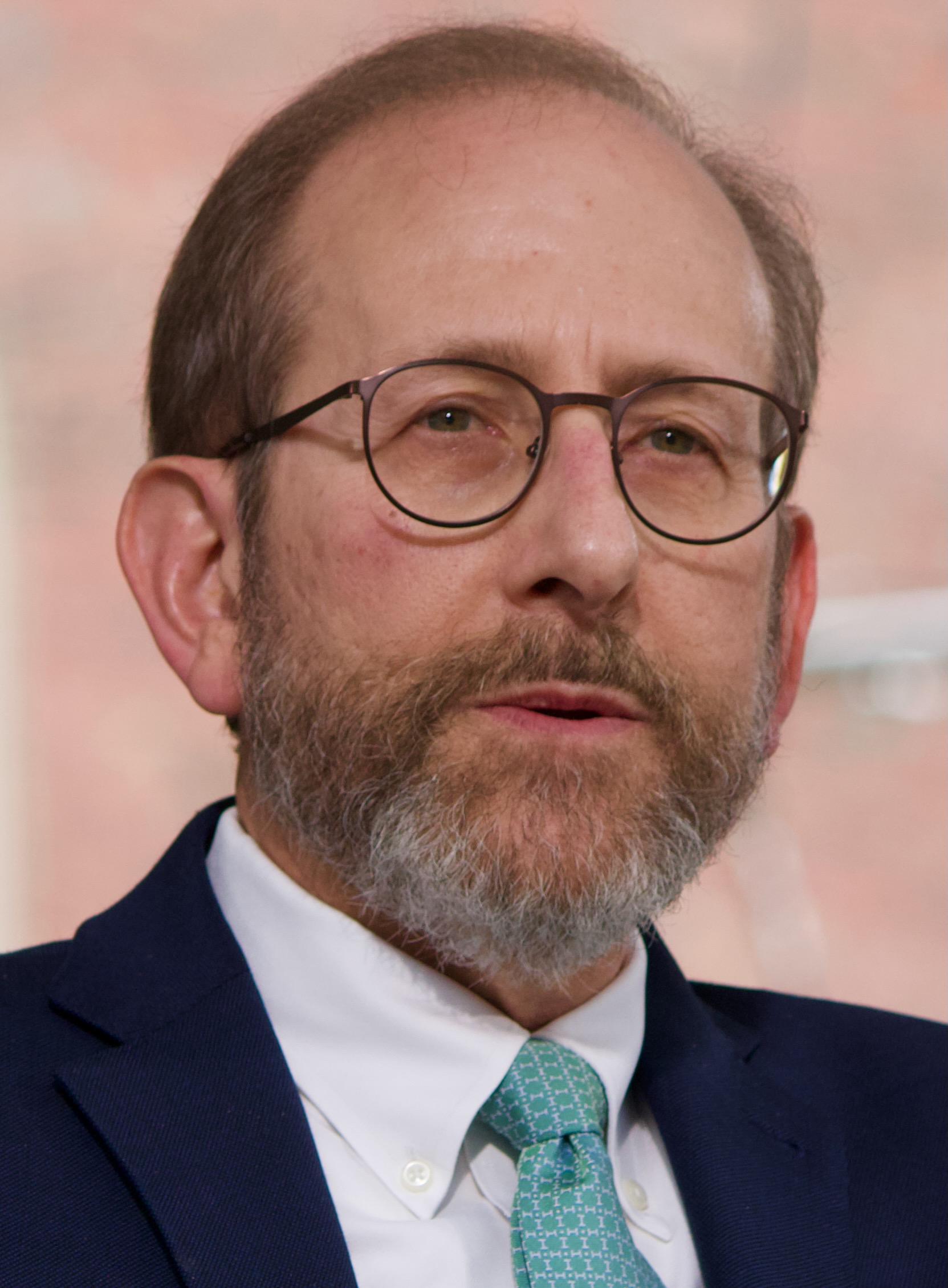
Alan Garber (2025)

Alan Michael Garber (* 7. Mai 1955) ist ein US-amerikanischer Arzt, Gesundheitsökonom und Wissenschaftsmanager. Aktuell ist er Präsident der Harvard University. Er ist auf dem Gebiet der Gesundheitspolitik und der Gesundheitsökonomie tätig.

## Leben und Karriere
Alan Garber erwarb seinen Bachelor-Abschluss in Wirtschaftswissenschaften an der Harvard University und promovierte anschließend in Medizin an der University of California in San Francisco. Er ist sowohl Arzt als auch Ökonom und hat diese beiden Disziplinen in seiner Forschung und Arbeit vereint.
Unter anderem war er Direktor des Center for Health Policy und des Center for Primary Care and Outcomes Research an der Stanford School of Medicine. Darüber hinaus war er Mitglied des Institute of Medicine (jetzt National Academy of Medicine) und hat an verschiedenen Regierungsberatungsgremien im Gesundheitswesen mitgewirkt. Von 2011 bis zum 14. März 2024 wirkte er als Provost an der Harvard University. Sein Nachfolger wurde John F. Manning. Ab dem 2. Januar 2024 amtierte Garber an der Harvard University als Interimspräsident. Am 2. August 2024 wurde er als Präsident der Universität berufen.

## Forschung und Beitrag
Garbers Forschung konzentriert sich auf die Analyse von Gesundheitssystemen und der Gesundheitspolitik, die Bewertung von medizinischen Interventionen und die Verbesserung der medizinischen Entscheidungsfindung. Er hat zahlreiche Artikel in wissenschaftlichen Zeitschriften veröffentlicht und ist Autor mehrerer Bücher über Gesundheitsökonomie und Politik.
Ein besonderer Schwerpunkt seiner Arbeit liegt auf der Erforschung von Mechanismen zur Verbesserung der Effizienz und Qualität der Gesundheitsversorgung sowie auf der Entwicklung von politischen Strategien zur Bewältigung der Herausforderungen im Gesundheitswesen.

## Auszeichnungen und Anerkennungen
Alan Garber wurde für seine Beiträge zur Gesundheitsökonomie und Gesundheitspolitik mit verschiedenen Auszeichnungen geehrt. Dazu gehören unter anderem der Investigator Award in Health Policy Research der Robert Wood Johnson Foundation, sowie der Young Investigator Award, Association for Health Services Research. 2025 wurde er zum Mitglied der American Philosophical Society gewählt. 

## Persönliches
Garber ist verheiratet und hat vier Kinder. Neben seiner akademischen und wissenschaftlichen Tätigkeit engagiert er sich auch in gemeinnützigen Organisationen und setzt sich für die Verbesserung des Gesundheitswesens ein.